# توبي ستيفنز
توبي ستيفنز (ولد في 21 أبريل 1969) ممثل تلفزيوني وسينمائي إنجليزي، ولد في مستشفى ميدلسكس في لندن، وهو فائز بجائزة السير جون غيلغد لأفضل ممثل وجائزة إيان تشارليسون لأدائه في دور البطولة في «كوريولانوس» ، كما عرف بتجسيده دور البطولة في المسلسل الدرامي التلفزيوني الأشرعة السوداء (2014)، كما ظهر في أدوار سنيمائية كثير منها دوره في فيلم 13 ساعة: جنود بنغازي السريين (2016).

## روابط خارجية
- توبي ستيفنز على موقع IMDb (الإنجليزية)
- توبي ستيفنز على موقع ألو سيني (الفرنسية)
- توبي ستيفنز على موقع ميوزك برينز (الإنجليزية)
- توبي ستيفنز على موقع أول موفي (الإنجليزية)
- توبي ستيفنز على موقع قاعدة بيانات برودواي على الإنترنت (الإنجليزية)
- توبي ستيفنز على موقع قاعدة بيانات الأفلام السويدية (السويدية)
- توبي ستيفنز على موقع إن إن دي بي (الإنجليزية)
- توبي ستيفنز على موقع ديسكوغز (الإنجليزية)
- توبي ستيفنز على موقع قاعدة بيانات الفيلم (الإنجليزية)
- توبي ستيفنز على موقع كينوبويسك (الروسية)
- http://unitedagents.co.uk/toby-stephens
- http://www.hobsons-international.com/voices/1595/toby_stephens نسخة محفوظة 4 فبراير 2012 على موقع واي باك مشين.